# Nowogródek Pomorski
Nowogródek Pomorski (in tedesco Neuenburg) è un comune rurale polacco del distretto di Myślibórz, nel voivodato della Pomerania Occidentale.
Ricopre una superficie di 146,15 km² e nel 2007 contava 3 290 abitanti.